# Lista de campeões da Major League Baseball em média de rebatidas

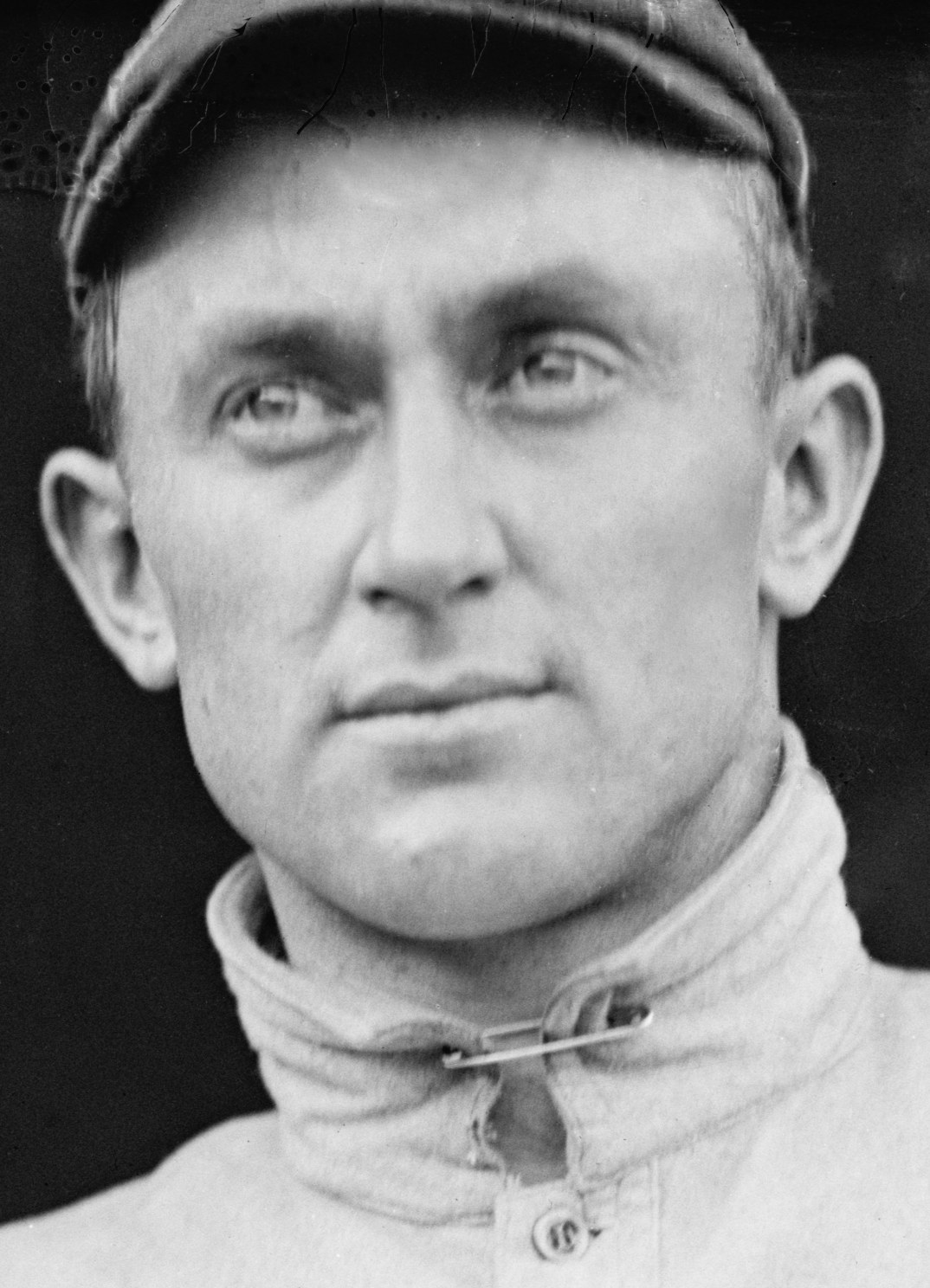
Ty Cobb venceu mais títulos em rebatidas do que qualquer outro jogador, embora o número preciso seja incerto.

No beisebol, a média de rebatidas (AVG) é uma medida que calcula o sucesso de um rebatedor em rebater a bola durante sua vez ao bastão. Na Major League Baseball (MLB), isto é calculado dividindo o o número de rebatidas pelo número de vezes ao bastão. Na MLB, um jogador de cada liga[L] vence o "título de rebatidas" em cada temporada por ter a média em rebatidas naquele ano. Sob as regras atuais, um jogador deve ter 3.1 aparições no plate por jogo do time (para um total de 502 nos atuais 162 jogos da temporada regular) para se qualificar ao título de rebatidas. Entretanto, se a média do jogador líder é suficientemente ampla que as vezes ao bastão sem rebatidas possam ser adicionadas para que seja atingido este requisito e o jogador ainda assim tenha a mais alta média, ele vence o título. Tony Gwynn, por exemplo, tinha 159 rebatidas em 451 vezes ao bastão em 1996 (35,3% de média) mas apenas 498 aparições no plate. A média de Gwynn teria caído para 34,9% (159 rebatidas em 455 vezes ao bastão) com quatro vezes sem nenhuma rebatida adicionadas para atingir o total de 502 aparições no plate, mas isto ainda seria mais alto do que o próximo jogador elegível (média de 34,4%); sendo assim ele venceu o título de 1996 da Liga Nacional (NL).
O primeiro campeão em média de rebatidas ba Liga Nacional foi Ross Barnes; na temporada inaugural da liga em 1876, Barnes rebateu 42,9% pelo  Chicago White Stockings. A Liga Americana (AL) foi estabelecida em 1901 e o membro do Hall of Fame, segunda-base Nap Lajoie liderou a liga com 42,6% de média jogando pelo Philadelphia Athletics. Ty Cobb do Detroit Tigers, que também detém a mais alta média em rebatidas com 36,6%, liderou a Liga Americana em média de rebatidas em 11 (ou 12) temporadas. Honus Wagner e Gwynn estão empatados em segundo lugar, com oito títulos cada na Liga Nacional. É incerto se Lajoie ou Cobb venceu o título da Liga Americana de 1910, com algumas fontes atribuindo o título a cada um deles.[1910a] Se Cobb for creditado com o título de 1910, ele veneu 9 títulos consecutivos de 1907 até 1915 e 12 títulos no total em sua carreira. Caso contrário, Rogers Hornsby venceu mais títulos consecutivos, com seis, de 1920 até 1925. Sem o título de 1910, Cobb ainda lidera a liga em cinco temporadas consecutivas de 1911  até 1915. Cobb detém o recorde de mais alta média em duas ou três temporadas consecutivas (41,4% em 1911 até 1912 e 40,8% de 1911 até 1913), mas  Hornsby detém o recorde por quatro e cinco temporadas consecutivas (40,4% de 1922 até 1925 e 40,2% de 1921 até 1925). Wagner, Rod Carew, Wade Boggs e  Gwynn tem cada quatro títulos consecutivos. Lajoie também tem uma sequência de quatro títulos de 1901 até 1904 se for creditado com o contestado título da Liga Americana de 1902.[1902a]
A média de Barnes na Liga Nacional com 42,86% em 1876 estabeleceu um recorde que durou uma década. A média de Tip O'Neill com 43,52% em 1887 (a média em rebatidas tinha que ser calculada sem contar os  walks como rebatidas, pois a regra dos walks contando como rebatidas só valeram nesta temporada), e Hugh Duffy estabeleceu o atual recorde em 1894 conseguindo uma média de 43,97%. Sob a atual regra de 3.1 aparições no plate, jogadores conseguiram média em rebatidas de 40% em uma temporada por 28 vezes. A média de Ted Williams 40,57% em 1941, a mais recente com tal média, uma das 13 que ocorreram desde 1900. George Brett em 1980 foi o único jogador a manter a média de 40% até Setembro desde 1941. Adicionalmente, apenas Brett e John Olerud em 1993 mantiveram tal média até Agosto. Com a moderna escassez de rebatedores com 40%, os jogadores recentes que ficaram acima de 40% no início daquela temporada, tal como  Chipper Jones em 2008, têm chamado atenção significativa nos meios de comunicação. A média de Brett com 39% em 1980 e a de Gwynn com 39,4% em 1994 são as únicas em que um jogador atingiu 39% desde 1941. A média de Carl Yastrzemski com 30,1% na Liga Americana em 1968 é a mais baixa média a liderar uma liga. Os títulos de Willie Keeler em 1897 eZack Wheat em 1918 são os únicos dois títulos em que o vencedor não rebateu nenhum home run. O título de Joe Mauer em 2006 fez dele o primeiro  receptor a vencer um título da Liga Americana, e seu terceiro título em 2009 ultrapassou o recorde anterior de dois conseguido por Ernie Lombardi para receptores em qualquer liga. Os mais recentes campeões são  Miguel Cabrera com 33,8% na Liga Americana e Dee Gordon com 33,3% na Liga Nacional.
As médias mais próximas entre dois jogadores que disputavam o título da Liga Americana aconteceram em 1945 quando Snuffy Stirnweiss rebateu 30,9%, ficando na frente de  Tony Cuccinello (com 30,8%) por apenas 0,0008%. George Kell venceu Williams em 1949 por 0,0015%. Na Liga Macional as médias mais próximas aconteceram em 2003 quando Albert Pujols bateu Todd Helton no último dia da temporada por apenas 0,0022%. Antes disso, a maior batalha pelo título na Liga Nacional aconteceu em 1931 com Chick Hafey ficou na frente de Bill Terry por 0,0028%. A média de Lajoie com  42,6% em 1901 foi 86 pontos mais alta que a do vice-campeão Mike Donlin com 34,0%; a maior margem de vitória na batalha pelo título de rebatidas. A média de Cap Anson com 39,9% em 1881foi 71 pontos mais alta que a de Joe Start em 1881, a mais ampla margem na Liga Nacional. Nenhum jogador venceu em ambas grandes ligas: Americana e Nacional. Entretanto, Ed Delahanty venceu se for creditado com o título incerto da Liga Americana de 1902, pois também venceu na Liga Macional em 1899. O único jogador a vencer títulos em mais de uma liga foi Pete Browning, que venceu títulos na American Association em 1882 e 1885, e também na única temporada da Players' League em 1890. Ross Barnes e Deacon White venceram na National Association e na Liga Nacional  mas a  National Association  não é reconhecida como uma liga oficial.[L]
Em 1990 Willie McGee conseguiu uma média de 33,5% com 542 vezes ao bastão na Liga Nacional antes de ser negociado para a Liga Americana em 29 de Agosto. Embora McGee tenha terminado a temporada na Liga Americana, não teve aparições no plate suficientes na Liga Nacional para se qualificar para o título da LN, que foi vencida por pouco por Eddie Murray com  33%. Entretanto, McGee rebateu 27,4% naquela temporada na Liga Americana, derrubando sua média geral para 32,4% e permitindo a Murray liderar as grandes ligas em média de rebatidas.

## Campo
| Vencedor     | Jogador com mais alta média de rebatidas (AVG) na liga         |
| AVG          | A média em rebatidas do vencedor                               |
| Vice-campeão | Jogador com a segunda mais alta média de rebatidas da liga     |
| AVG do 2º    | A segunda mais alta média                                      |
| Liga         | Denotado apenas para jogadores fora das modernas grandes ligas |
| †            | Membro do National Baseball Hall of Fame and Museum            |

## Liga Nacional

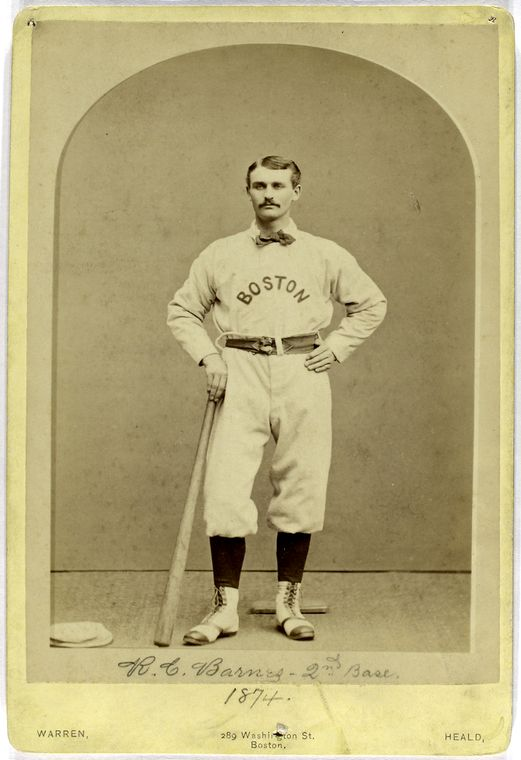
A média de Ross Barnes com 42,9% em 1876 estabeleceu um recorde em temporada única que permaneceu por uma década.

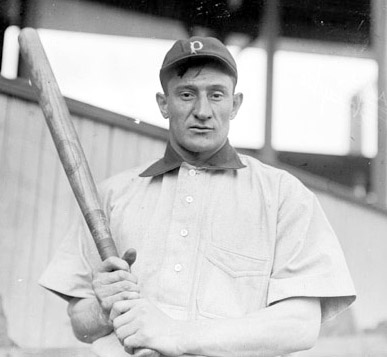
Honus Wagner foi o primeiro rebatedor a vencer oito títulos em rebatidas da Liga Nacional e quatro títulos consecutivos.

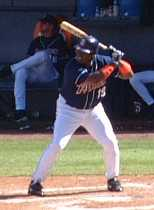
Tony Gwynn também venceu oito títulos em rebatidas da Liga Nacional e teve a mais alta média em rebatidas em temporada única com 39,4%, desde 1941.

| Ano  | Vencedor          | AVG (%) | Time(s)                                   | Vice-campeão       | AVG do 2º (%) | Ref     |
| ---- | ----------------- | ------- | ----------------------------------------- | ------------------ | ------------- | ------- |
| 1876 | Ross Barnes       | 42,9    | Chicago White Stockings                   | George Hall        | 36,6          | [ 26 ]  |
| 1877 | Deacon White†     | 38,7    | Boston Red Caps                           | John Cassidy       | 37,8          | [ 27 ]  |
| 1878 | Paul Hines        | 35,8    | Providence Grays                          | Abner Dalrymple    | 35,4          | [ 28 ]  |
| 1879 | Paul Hines        | 35,7    | Providence Grays                          | Jim O'Rourke†      | 34,8          | [ 29 ]  |
| 1880 | George Gore       | 36,0    | Chicago White Stockings                   | Cap Anson†         | 33,7          | [ 30 ]  |
| 1881 | Cap Anson†        | 39,9    | Chicago White Stockings                   | Martin Powell      | 33,8          | [ 31 ]  |
| 1882 | Dan Brouthers†    | 36,8    | Buffalo Bisons                            | Cap Anson†         | 36,2          | [ 32 ]  |
| 1883 | Dan Brouthers†    | 37,4    | Buffalo Bisons                            | Roger Connor†      | 35,7          | [ 33 ]  |
| 1884 | King Kelly†       | 35,4    | Chicago White Stockings                   | Jim O'Rourke†      | 34,7          | [ 34 ]  |
| 1885 | Roger Connor†     | 37,1    | New York Giants                           | Dan Brouthers†     | 35,9          | [ 35 ]  |
| 1886 | King Kelly†       | 38,8    | Chicago White Stockings                   | Cap Anson†         | 37,1          | [ 36 ]  |
| 1887 | Sam Thompson†     | 37,2    | Detroit Wolverines                        | Cap Anson†         | 34,7          | [ 37 ]  |
| 1888 | Cap Anson†        | 34,4    | Chicago White Stockings                   | Jimmy Ryan         | 33,2          | [ 38 ]  |
| 1889 | Dan Brouthers†    | 37,3    | Boston Beaneaters                         | Jack Glasscock     | 35,2          | [ 39 ]  |
| 1890 | Jack Glasscock    | 33,6    | New York Giants                           | Billy Hamilton†    | 32,5          | [ 40 ]  |
| 1891 | Billy Hamilton†   | 34,0    | Philadelphia Phillies                     | Bug Holliday       | 31,9          | [ 41 ]  |
| 1892 | Dan Brouthers†    | 33,5    | Brooklyn Grooms                           | Billy Hamilton†    | 33,0          | [ 42 ]  |
| 1893 | Billy Hamilton†   | 38,0    | Philadelphia Phillies                     | Sam Thompson†      | 37,0          | [ 43 ]  |
| 1894 | Hugh Duffy†       | 44,0    | Boston Beaneaters                         | Tuck Turner†       | 41,8          | [ 44 ]  |
| 1895 | Jesse Burkett†    | 40,5    | Cleveland Spiders                         | Ed Delahanty†      | 40,4          | [ 45 ]  |
| 1896 | Jesse Burkett†    | 41,0    | Cleveland Spiders                         | Hughie Jennings†   | 40,1          | [ 46 ]  |
| 1897 | Willie Keeler†    | 42,4    | Baltimore Orioles                         | Fred Clarke†       | 39,0          | [ 47 ]  |
| 1898 | Willie Keeler†    | 38,5    | Baltimore Orioles                         | Billy Hamilton†    | 36,9          | [ 48 ]  |
| 1899 | Ed Delahanty†     | 41,0    | Philadelphia Phillies                     | Jesse Burkett†     | 39,6          | [ 49 ]  |
| 1900 | Honus Wagner†     | 38,1    | Pittsburgh Pirates                        | Elmer Flick†       | 36,7          | [ 50 ]  |
| 1901 | Jesse Burkett†    | 37,6    | St. Louis Cardinals                       | Ed Delahanty†      | 35,4          | [ 51 ]  |
| 1902 | Ginger Beaumont   | 35,7    | Pittsburgh Pirates                        | Sam Crawford†      | 33,3          | [ 52 ]  |
| 1903 | Honus Wagner†     | 35,5    | Pittsburgh Pirates                        | Fred Clarke†       | 35,1          | [ 53 ]  |
| 1904 | Honus Wagner†     | 34,9    | Pittsburgh Pirates                        | Mike Donlin        | 32,9          | [ 54 ]  |
| 1905 | Cy Seymour        | 37,7    | Cincinnati Reds                           | Honus Wagner†      | 36,3          | [ 55 ]  |
| 1906 | Honus Wagner†     | 33,9    | Pittsburgh Pirates                        | Harry Steinfeldt   | 32,7          | [ 56 ]  |
| 1907 | Honus Wagner†     | 35,0    | Pittsburgh Pirates                        | Sherry Magee       | 32,8          | [ 57 ]  |
| 1908 | Honus Wagner†     | 35,4    | Pittsburgh Pirates                        | Mike Donlin        | 33,4          | [ 58 ]  |
| 1909 | Honus Wagner†     | 33,9    | Pittsburgh Pirates                        | Mike Mitchell      | 31,0          | [ 59 ]  |
| 1910 | Sherry Magee      | 33,1    | Philadelphia Phillies                     | Vin Campbell       | 32,6          | [ 60 ]  |
| 1911 | Honus Wagner†     | 33,4    | Pittsburgh Pirates                        | Doc Miller         | 33,3          | [ 61 ]  |
| 1912 | Heinie Zimmerman  | 37,2    | Chicago Cubs                              | Chief Meyers       | 35,8          | [ 62 ]  |
| 1913 | Jake Daubert      | 35,0    | Brooklyn Superbas                         | Gavvy Cravath      | 34,1          | [ 63 ]  |
| 1914 | Jake Daubert      | 32,9    | Brooklyn Robins                           | Beals Becker       | 32,5          | [ 64 ]  |
| 1915 | Larry Doyle       | 32,0    | New York Giants                           | Fred Luderus       | 31,5          | [ 65 ]  |
| 1916 | Hal Chase         | 33,9    | Cincinnati Reds                           | Jake Daubert       | 31,6          | [ 66 ]  |
| 1917 | Edd Roush†        | 34,1    | Cincinnati Reds                           | Rogers Hornsby†    | 32,7          | [ 67 ]  |
| 1918 | Zack Wheat†       | 33,5    | Brooklyn Robins                           | Edd Roush†         | 33,3          | [ 68 ]  |
| 1919 | Edd Roush†        | 32,1    | Cincinnati Reds                           | Rogers Hornsby†    | 31,8          | [ 69 ]  |
| 1920 | Rogers Hornsby†   | 37,0    | St. Louis Cardinals                       | Ross Youngs†       | 35,1          | [ 70 ]  |
| 1921 | Rogers Hornsby†   | 39,7    | St. Louis Cardinals                       | Edd Roush†         | 35,2          | [ 71 ]  |
| 1922 | Rogers Hornsby†   | 40,1    | St. Louis Cardinals                       | Ray Grimes         | 35,4          | [ 72 ]  |
| 1923 | Rogers Hornsby†   | 38,4    | St. Louis Cardinals                       | Jim Bottomley†     | 37,1          | [ 73 ]  |
| 1924 | Rogers Hornsby†   | 42,4    | St. Louis Cardinals                       | Zack Wheat†        | 37,5          | [ 74 ]  |
| 1925 | Rogers Hornsby†   | 40,3    | St. Louis Cardinals                       | Jim Bottomley†     | 36,7          | [ 75 ]  |
| 1926 | Bubbles Hargrave  | 35,3    | Cincinnati Reds                           | Cuckoo Christensen | 35,0          | [ 76 ]  |
| 1927 | Paul Waner†       | 38,0    | Pittsburgh Pirates                        | Rogers Hornsby†    | 36,1          | [ 77 ]  |
| 1928 | Rogers Hornsby†   | 38,7    | Boston Braves                             | Paul Waner†        | 37,0          | [ 78 ]  |
| 1929 | Lefty O'Doul      | 39,8    | Philadelphia Phillies                     | Babe Herman        | 38,1          | [ 79 ]  |
| 1930 | Bill Terry†       | 40,1    | New York Giants                           | Babe Herman        | 39,3          | [ 80 ]  |
| 1931 | Chick Hafey†      | 34,9    | St. Louis Cardinals                       | Bill Terry†        | 34,9          | [ 81 ]  |
| 1932 | Lefty O'Doul      | 36,8    | Brooklyn Dodgers                          | Bill Terry†        | 35,0          | [ 82 ]  |
| 1933 | Chuck Klein†      | 36,8    | Philadelphia Phillies                     | Spud Davis         | 34,9          | [ 83 ]  |
| 1934 | Paul Waner†       | 36,2    | Pittsburgh Pirates                        | Bill Terry†        | 35,4          | [ 84 ]  |
| 1935 | Arky Vaughan†     | 38,5    | Pittsburgh Pirates                        | Joe Medwick†       | 35,3          | [ 85 ]  |
| 1936 | Paul Waner†       | 37,3    | Pittsburgh Pirates                        | Babe Phelps        | 36,7          | [ 86 ]  |
| 1937 | Joe Medwick†      | 37,4    | St. Louis Cardinals                       | Johnny Mize†       | 36,4          | [ 87 ]  |
| 1938 | Ernie Lombardi†   | 34,2    | Cincinnati Reds                           | Johnny Mize†       | 33,7          | [ 88 ]  |
| 1939 | Johnny Mize†      | 34,9    | St. Louis Cardinals                       | Frank McCormick    | 33,2          | [ 89 ]  |
| 1940 | Debs Garms        | 35,5    | Pittsburgh Pirates                        | Ernie Lombardi†    | 31,9          | [ 90 ]  |
| 1941 | Pete Reiser       | 34,3    | Brooklyn Dodgers                          | Johnny Cooney      | 31,9          | [ 91 ]  |
| 1942 | Ernie Lombardi†   | 33,0    | Boston Braves                             | Enos Slaughter†    | 31,8          | [ 92 ]  |
| 1943 | Stan Musial†      | 35,7    | St. Louis Cardinals                       | Billy Herman†      | 33,0          | [ 93 ]  |
| 1944 | Dixie Walker      | 35,7    | Brooklyn Dodgers                          | Stan Musial†       | 34,7          | [ 94 ]  |
| 1945 | Phil Cavarretta   | 35,5    | Chicago Cubs                              | Tommy Holmes       | 35,2          | [ 95 ]  |
| 1946 | Stan Musial†      | 36,5    | St. Louis Cardinals                       | Johnny Hopp        | 33,3          | [ 96 ]  |
| 1947 | Harry Walker      | 36,3    | St. Louis Cardinals Philadelphia Phillies | Bob Elliott        | 31,7          | [ 97 ]  |
| 1948 | Stan Musial†      | 37,6    | St. Louis Cardinals                       | Richie Ashburn†    | 33,3          | [ 98 ]  |
| 1949 | Jackie Robinson†  | 34,2    | Brooklyn Dodgers                          | Stan Musial†       | 33,8          | [ 99 ]  |
| 1950 | Stan Musial†      | 34,6    | St. Louis Cardinals                       | Jackie Robinson†   | 32,8          | [ 100 ] |
| 1951 | Stan Musial†      | 35,5    | St. Louis Cardinals                       | Richie Ashburn†    | 34,4          | [ 101 ] |
| 1952 | Stan Musial†      | 33,6    | St. Louis Cardinals                       | Frank Baumholtz    | 32,5          | [ 102 ] |
| 1953 | Carl Furillo      | 34,4    | Brooklyn Dodgers                          | Red Schoendienst†  | 34,2          | [ 103 ] |
| 1954 | Willie Mays†      | 34,5    | New York Giants                           | Don Mueller        | 34,2          | [ 104 ] |
| 1955 | Richie Ashburn†   | 33,8    | Philadelphia Phillies                     | Willie Mays†       | 31,9          | [ 105 ] |
| 1956 | Hank Aaron†       | 32,8    | Milwaukee Braves                          | Bill Virdon        | 31,9          | [ 106 ] |
| 1957 | Stan Musial†      | 35,1    | St. Louis Cardinals                       | Willie Mays†       | 33,3          | [ 107 ] |
| 1958 | Richie Ashburn†   | 35,0    | Philadelphia Phillies                     | Willie Mays†       | 34,7          | [ 108 ] |
| 1959 | Hank Aaron†       | 35,5    | Milwaukee Braves                          | Joe Cunningham     | 34,5          | [ 109 ] |
| 1960 | Dick Groat        | 32,5    | Pittsburgh Pirates                        | Norm Larker        | 32,3          | [ 110 ] |
| 1961 | Roberto Clemente† | 35,1    | Pittsburgh Pirates                        | Vada Pinson        | 34,3%         | [ 111 ] |
| 1962 | Tommy Davis       | 34,6    | Los Angeles Dodgers                       | Frank Robinson†    | 34,2          | [ 112 ] |
| 1963 | Tommy Davis       | 32,6    | Los Angeles Dodgers                       | Roberto Clemente†  | 32,0          | [ 113 ] |
| 1964 | Roberto Clemente† | 33,9    | Pittsburgh Pirates                        | Rico Carty         | 33,0          | [ 114 ] |
| 1965 | Roberto Clemente† | 32,9    | Pittsburgh Pirates                        | Hank Aaron†        | 31,8          | [ 115 ] |
| 1966 | Matty Alou        | 34,2    | Pittsburgh Pirates                        | Felipe Alou        | 32,7          | [ 116 ] |
| 1967 | Roberto Clemente† | 35,7    | Pittsburgh Pirates                        | Tony González      | 33,9          | [ 117 ] |
| 1968 | Pete Rose         | 33,5    | Cincinnati Reds                           | Matty Alou         | 33,2          | [ 118 ] |
| 1969 | Pete Rose         | 34,8    | Cincinnati Reds                           | Roberto Clemente†  | 34,5          | [ 119 ] |
| 1970 | Rico Carty        | 36,6    | Atlanta Braves                            | Joe Torre†         | 32,5          | [ 120 ] |
| 1971 | Joe Torre†        | 36,3    | St. Louis Cardinals                       | Ralph Garr         | 34,3          | [ 121 ] |
| 1972 | Billy Williams†   | 33,3    | Chicago Cubs                              | Ralph Garr         | 32,5          | [ 122 ] |
| 1973 | Pete Rose         | 33,8    | Cincinnati Reds                           | César Cedeño       | 32,0          | [ 123 ] |
| 1974 | Ralph Garr        | 35,3    | Atlanta Braves                            | Al Oliver          | 32,1          | [ 124 ] |
| 1975 | Bill Madlock      | 35,4    | Chicago Cubs                              | Ted Simmons        | 33,2          | [ 125 ] |
| 1976 | Bill Madlock      | 33,9    | Chicago Cubs                              | Ken Griffey, Sr.   | 33,6          | [ 126 ] |
| 1977 | Dave Parker       | 33,8    | Pittsburgh Pirates                        | Rennie Stennett    | 33,6          | [ 127 ] |
| 1978 | Dave Parker       | 33,4    | Pittsburgh Pirates                        | Steve Garvey       | 31,6          | [ 128 ] |
| 1979 | Keith Hernandez   | 34,4    | St. Louis Cardinals                       | Pete Rose          | 33,1          | [ 129 ] |
| 1980 | Bill Buckner      | 32,4    | Chicago Cubs                              | Keith Hernandez    | 32,1          | [ 130 ] |
| 1981 | Bill Madlock      | 34,1    | Pittsburgh Pirates                        | Pete Rose          | 32,5          | [ 131 ] |
| 1982 | Al Oliver         | 33,1    | Montreal Expos                            | Bill Madlock       | 31,9          | [ 132 ] |
| 1983 | Bill Madlock      | 32,3    | Pittsburgh Pirates                        | Lonnie Smith       | 32,1          | [ 133 ] |
| 1984 | Tony Gwynn†       | 35,1    | San Diego Padres                          | Lee Lacy           | 32,1          | [ 134 ] |
| 1985 | Willie McGee      | 35,3    | St. Louis Cardinals                       | Pedro Guerrero     | 32,0          | [ 135 ] |
| 1986 | Tim Raines        | 33,4    | Montreal Expos                            | Steve Sax          | 33,2          | [ 136 ] |
| 1987 | Tony Gwynn†       | 37,0    | San Diego Padres                          | Pedro Guerrero     | 33,8          | [ 137 ] |
| 1988 | Tony Gwynn†       | 31,3    | San Diego Padres                          | Rafael Palmeiro    | 30,7          | [ 138 ] |
| 1989 | Tony Gwynn†       | 33,6    | San Diego Padres                          | Will Clark         | 33,3          | [ 139 ] |
| 1990 | Willie McGee      | 33,5    | St. Louis Cardinals                       | Eddie Murray†      | 33,0          | [ 140 ] |
| 1991 | Terry Pendleton   | 31,9    | Atlanta Braves                            | Hal Morris         | 31,8          | [ 141 ] |
| 1992 | Gary Sheffield    | 33,0    | San Diego Padres                          | Andy Van Slyke     | 32,4          | [ 142 ] |
| 1993 | Andrés Galarraga  | 37,0    | Colorado Rockies                          | Tony Gwynn†        | 35,8          | [ 143 ] |
| 1994 | Tony Gwynn†       | 39,4    | San Diego Padres                          | Jeff Bagwell       | 36,8          | [ 144 ] |
| 1995 | Tony Gwynn†       | 36,8    | San Diego Padres                          | Mike Piazza        | 34,6          | [ 145 ] |
| 1996 | Tony Gwynn†       | 35,3    | San Diego Padres                          | Ellis Burks        | 34,4          | [ 5 ]   |
| 1997 | Tony Gwynn†       | 37,2    | San Diego Padres                          | Larry Walker       | 36,6          | [ 146 ] |
| 1998 | Larry Walker      | 36,3    | Colorado Rockies                          | John Olerud        | 35,4          | [ 147 ] |
| 1999 | Larry Walker      | 37,9    | Colorado Rockies                          | Luis Gonzalez      | 33,6          | [ 148 ] |
| 2000 | Todd Helton       | 37,2    | Colorado Rockies                          | Moisés Alou        | 35,5          | [ 149 ] |
| 2001 | Larry Walker      | 35,0    | Colorado Rockies                          | Todd Helton        | 33,6          | [ 150 ] |
| 2002 | Barry Bonds       | 37,0    | San Francisco Giants                      | Larry Walker       | 33,8          | [ 151 ] |
| 2003 | Albert Pujols     | 35,9    | St. Louis Cardinals                       | Todd Helton        | 35,8          | [ 23 ]  |
| 2004 | Barry Bonds       | 36,2    | San Francisco Giants                      | Todd Helton        | 34,7          | [ 152 ] |
| 2005 | Derrek Lee        | 33,5    | Chicago Cubs                              | Albert Pujols      | 33,0          | [ 153 ] |
| 2006 | Freddy Sanchez    | 34,4    | Pittsburgh Pirates                        | Miguel Cabrera     | 33,9          | [ 154 ] |
| 2007 | Matt Holliday     | 34,0    | Colorado Rockies                          | Chipper Jones      | 33,7          | [ 155 ] |
| 2008 | Chipper Jones     | 36,4    | Atlanta Braves                            | Albert Pujols      | 35,7          | [ 156 ] |
| 2009 | Hanley Ramírez    | 34,2    | Florida Marlins                           | Pablo Sandoval     | 33,0          | [ 157 ] |
| 2010 | Carlos González   | 33,6    | Colorado Rockies                          | Joey Votto         | 32,4          | [ 158 ] |
| 2011 | José Reyes        | 33,7    | New York Mets                             | Ryan Braun         | 33,2          | [ 159 ] |
| 2012 | Buster Posey      | 33,6    | San Francisco Giants                      | Andrew McCutchen   | 32,7          | [ 160 ] |
| 2013 | Michael Cuddyer   | 33,1    | Colorado Rockies                          | Chris Johnson      | 32,1          | [ 161 ] |
| 2014 | Justin Morneau    | 31,9    | Colorado Rockies                          | Josh Harrison      | 31,5          | [ 162 ] |
| 2015 | Dee Gordon        | 33,3    | Miami Marlins                             | Bryce Harper       | 33,0          | [ 163 ] |
| 2016 | DJ LeMahieu       | 34,8    | Colorado Rockies                          | Daniel Murphy      | 34,7          | [ 164 ] |
| 2017 | Charlie Blackmon  | 33,0    | Colorado Rockies                          | Justin Turner      | 32,1          | [ 165 ] |
| 2018 | Christian Yelich  | 32,6    | Milwaukee Brewers                         | Scooter Gennett    | 31,0          | [ 166 ] |
| 2019 | Christian Yelich  | 32,9[a] | Milwaukee Brewers                         | Ketel Marte        | 32,9          | [ 167 ] |

## Liga Americana

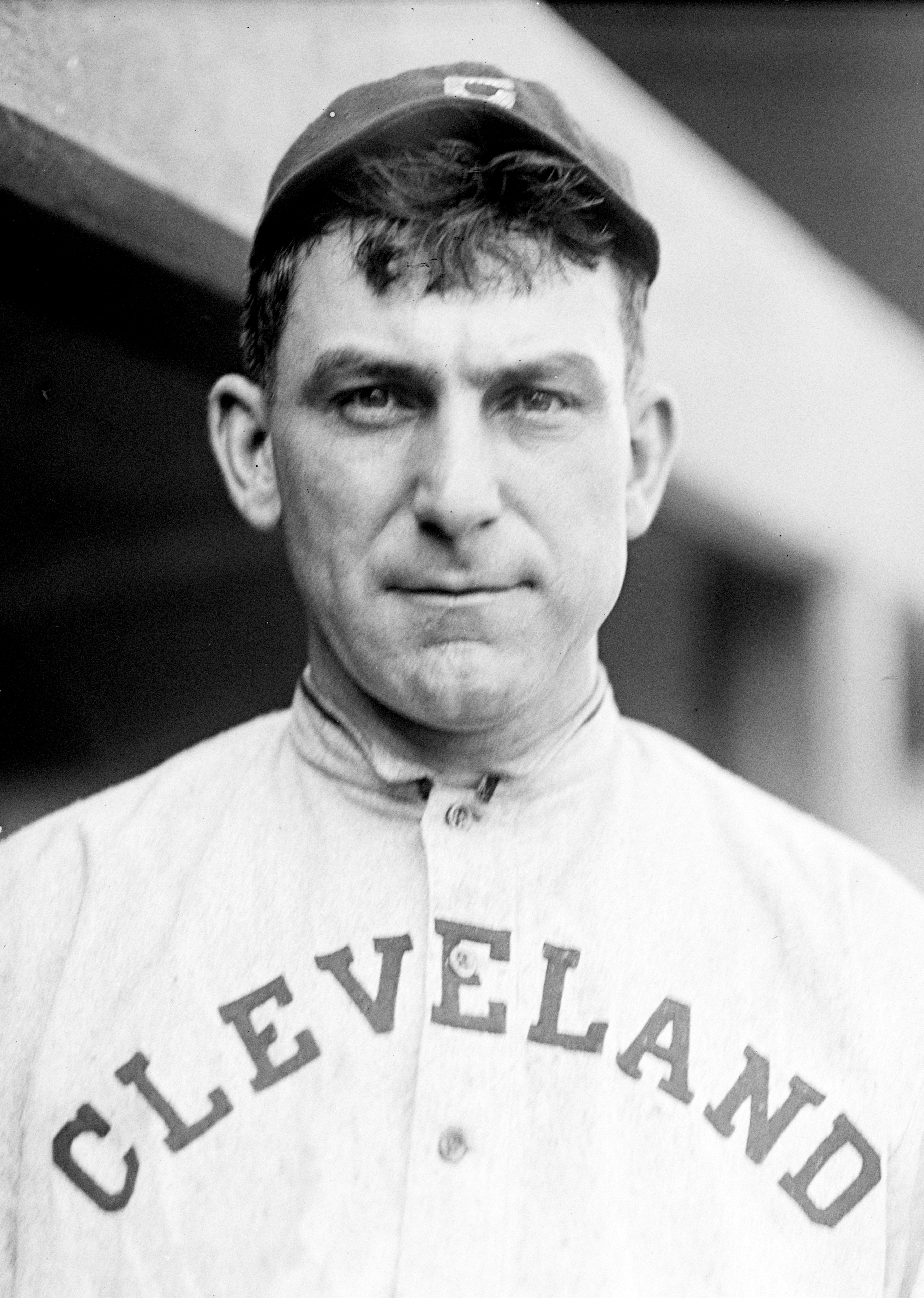
Nap Lajoie liderou a Liga Americana em sua temporada inaugural com média de 42,6%, uma das 13 temporadas em que um jogador teve mais de 40% de média no século XX. Além disso, Lajoie fez parte de duas médias em rebatidas contestadas em 1902 e 1910.

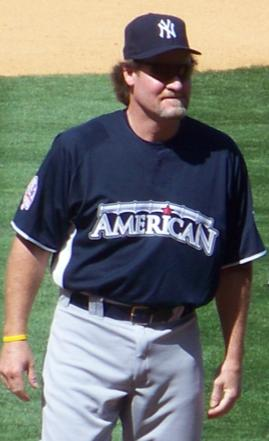
Wade Boggs venceu quatro títulos consecutivos entre 1985 e 1988.

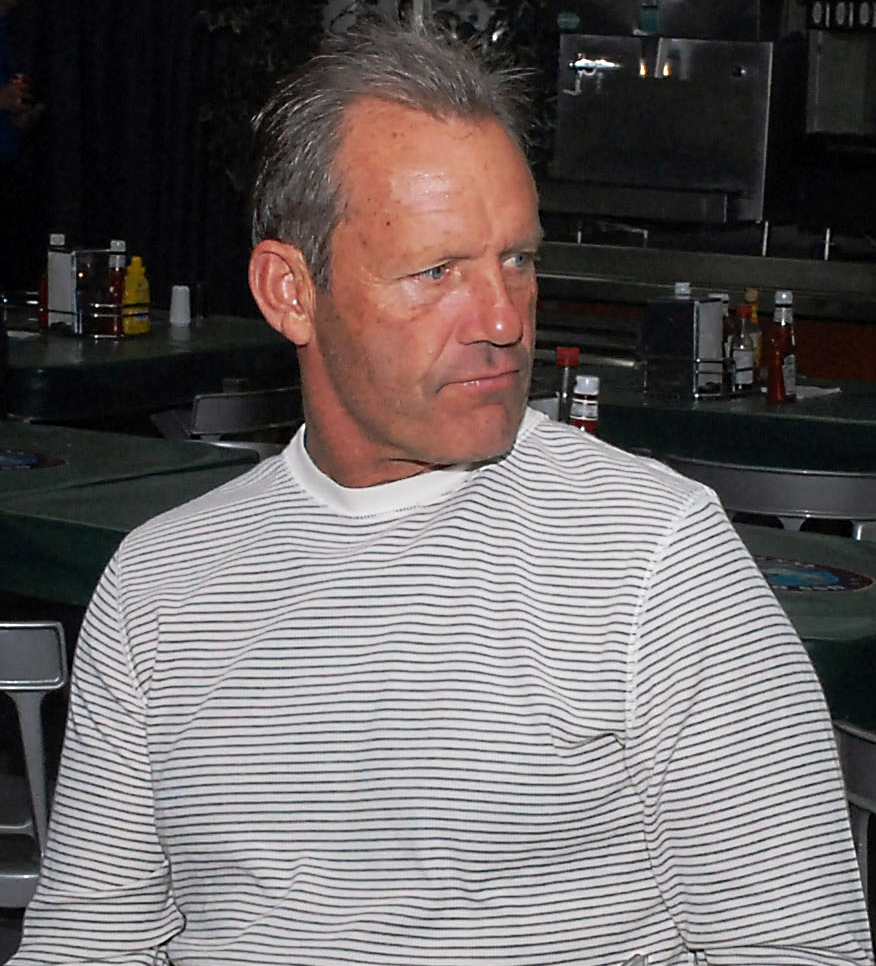
A média de 39% de George Brett em 1980 é a segunda mais alta desde 1941, a última temporada em que um jogador rebateu 40%.

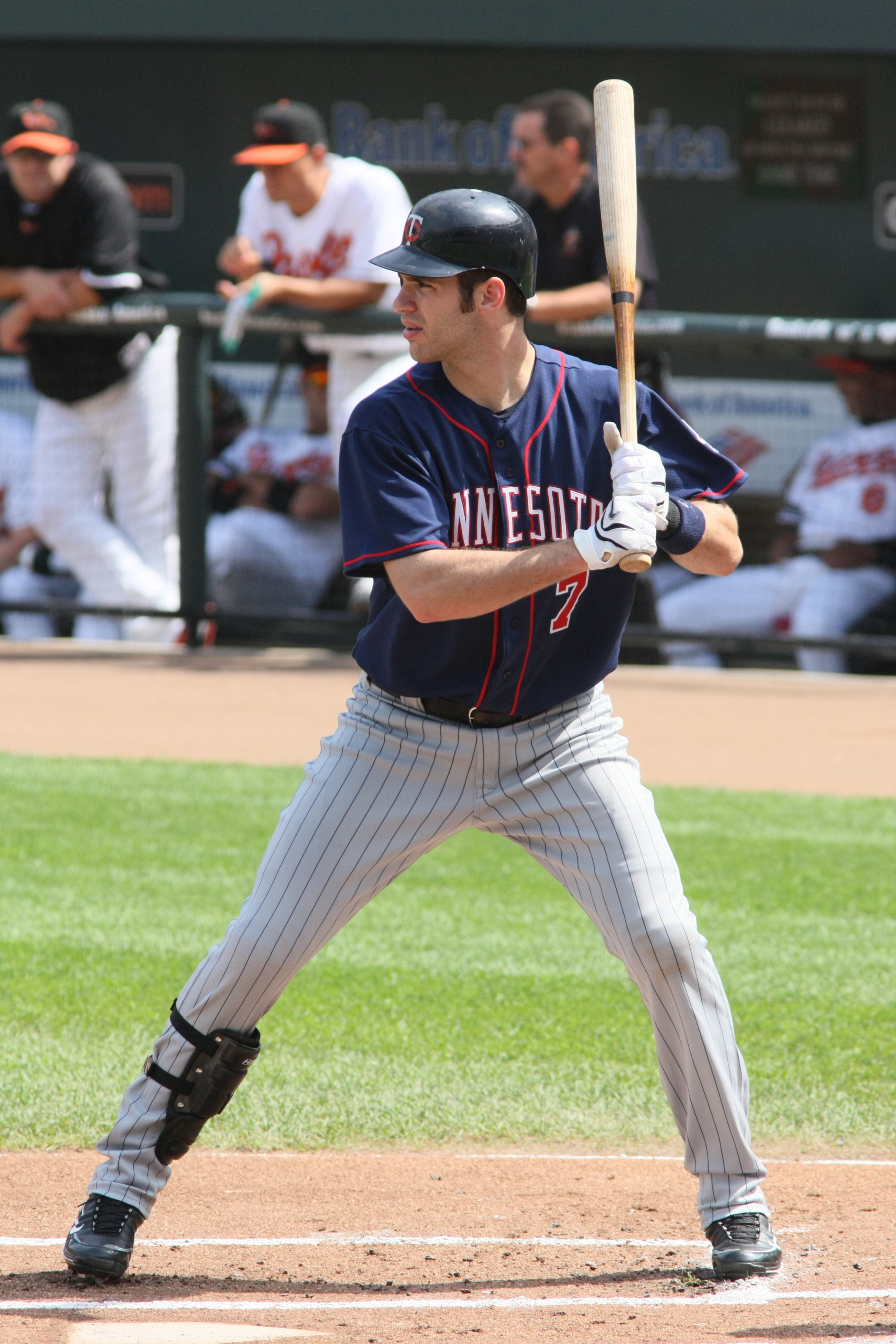
Joe Mauer venceu os títulos de 2006, 2008 e 2009, se tornando o primeiro receptor a vencer três títulos em rebatidas e o único a vencer na Liga Americana

| Ano  | Vencedor           | AVG              | Time(s)                       | Vice-campeão         | AVG do 2º        | Ref     |
| ---- | ------------------ | ---------------- | ----------------------------- | -------------------- | ---------------- | ------- |
| 1901 | Nap Lajoie†        | 42,6             | Philadelphia Athletics        | Mike Donlin          | 34,0             | [ 168 ] |
| 1902 | Disputado[1902b]   | Disputado[1902b] | Disputado[1902b]              | Disputado[1902b]     | Disputado[1902b] | —       |
| 1903 | Nap Lajoie†        | 34,4             | Cleveland Naps                | Sam Crawford†        | 33,5             | [ 169 ] |
| 1904 | Nap Lajoie†        | 37,6             | Cleveland Naps                | Willie Keeler†       | 34,3             | [ 170 ] |
| 1905 | Elmer Flick†       | 30,8             | Cleveland Naps                | Willie Keeler†       | 30,2             | [ 171 ] |
| 1906 | George Stone       | 35,8             | St. Louis Browns              | Nap Lajoie†          | 35,5             | [ 172 ] |
| 1907 | Ty Cobb†           | 35,0             | Detroit Tigers                | Sam Crawford†        | 32,3             | [ 173 ] |
| 1908 | Ty Cobb†           | 32,4             | Detroit Tigers                | Sam Crawford†        | 31,1             | [ 174 ] |
| 1909 | Ty Cobb†           | 37,7             | Detroit Tigers                | Eddie Collins†       | 34,7             | [ 175 ] |
| 1910 | Ty Cobb†           | —                |                               |                      |                  |         |
| 1911 | Ty Cobb†           | 42,0             | Detroit Tigers                | Shoeless Joe Jackson | 40,8             | [ 176 ] |
| 1912 | Ty Cobb†           | 40,9             | Detroit Tigers                | Shoeless Joe Jackson | 39,5             | [ 177 ] |
| 1913 | Ty Cobb†           | 39,0             | Detroit Tigers                | Shoeless Joe Jackson | 37,3             | [ 178 ] |
| 1914 | Ty Cobb†           | 36,8             | Detroit Tigers                | Eddie Collins†       | 34,4             | [ 179 ] |
| 1915 | Ty Cobb†           | 36,9             | Detroit Tigers                | Eddie Collins†       | 33,2             | [ 180 ] |
| 1916 | Tris Speaker†      | 38,6             | Cleveland Indians             | Ty Cobb†             | 37,1             | [ 181 ] |
| 1917 | Ty Cobb†           | 38,3             | Detroit Tigers                | George Sisler†       | 35,3             | [ 182 ] |
| 1918 | Ty Cobb†           | 38,2             | Detroit Tigers                | George Burns         | 35,2             | [ 183 ] |
| 1919 | Ty Cobb†           | 38,4             | Detroit Tigers                | Bobby Veach          | 35,5             | [ 184 ] |
| 1920 | George Sisler†     | 40,7             | St. Louis Browns              | Tris Speaker†        | 38,8             | [ 185 ] |
| 1921 | Harry Heilmann†    | 39,4             | Detroit Tigers                | Ty Cobb†             | 38,9             | [ 186 ] |
| 1922 | George Sisler†     | 42,0             | St. Louis Browns              | Ty Cobb†             | 40,1             | [ 187 ] |
| 1923 | Harry Heilmann†    | 40,3             | Detroit Tigers                | Babe Ruth†           | 39,3             | [ 188 ] |
| 1924 | Babe Ruth†         | 37,8             | New York Yankees              | Charlie Jamieson     | 35,9             | [ 189 ] |
| 1925 | Harry Heilmann†    | 39,3             | Detroit Tigers                | Tris Speaker†        | 38,9             | [ 190 ] |
| 1926 | Heinie Manush†     | 37,8             | Detroit Tigers                | Babe Ruth†           | 37,2             | [ 191 ] |
| 1927 | Harry Heilmann†    | 39,8             | Detroit Tigers                | Al Simmons†          | 39,2             | [ 192 ] |
| 1928 | Goose Goslin†      | 37,9             | Washington Senators           | Heinie Manush†       | 37,8             | [ 193 ] |
| 1929 | Lew Fonseca        | 36,9             | Cleveland Indians             | Al Simmons†          | 36,5             | [ 194 ] |
| 1930 | Al Simmons†        | 38,1             | Philadelphia Athletics        | Lou Gehrig†          | 37,9             | [ 195 ] |
| 1931 | Al Simmons†        | 39,0             | Philadelphia Athletics        | Babe Ruth†           | 37,3             | [ 196 ] |
| 1932 | Dale Alexander     | 36,7             | Detroit Tigers Boston Red Sox | Jimmie Foxx†         | 36,4             | [ 197 ] |
| 1933 | Jimmie Foxx†       | 35,6             | Philadelphia Athletics        | Heinie Manush†       | 33,6             | [ 198 ] |
| 1934 | Lou Gehrig†        | 36,3             | New York Yankees              | Charlie Gehringer†   | 35,6             | [ 199 ] |
| 1935 | Buddy Myer         | 34,9             | Washington Senators           | Joe Vosmik           | 34,8             | [ 200 ] |
| 1936 | Luke Appling†      | 38,8             | Chicago White Sox             | Earl Averill†        | 37,8             | [ 201 ] |
| 1937 | Charlie Gehringer† | 37,1             | Detroit Tigers                | Lou Gehrig†          | 35,1             | [ 202 ] |
| 1938 | Jimmie Foxx†       | 34,9             | Boston Red Sox                | Jeff Heath           | 34,3             | [ 203 ] |
| 1939 | Joe DiMaggio†      | 38,1             | New York Yankees              | Jimmie Foxx†         | 36,0             | [ 204 ] |
| 1940 | Joe DiMaggio†      | 35,2             | New York Yankees              | Luke Appling†        | 34,8             | [ 205 ] |
| 1941 | Ted Williams†      | 40,6             | Boston Red Sox                | Cecil Travis         | 35,9             | [ 206 ] |
| 1942 | Ted Williams†      | 35,6             | Boston Red Sox                | Johnny Pesky         | 33,1             | [ 207 ] |
| 1943 | Luke Appling†      | 32,8             | Chicago White Sox             | Dick Wakefield       | 31,6             | [ 208 ] |
| 1944 | Lou Boudreau†      | 32,7             | Cleveland Indians             | Bobby Doerr†         | 32,5             | [ 209 ] |
| 1945 | Snuffy Stirnweiss  | 30,9             | New York Yankees              | Tony Cuccinello      | 30,8             | [ 22 ]  |
| 1946 | Mickey Vernon      | 35,3             | Washington Senators           | Ted Williams†        | 34,2             | [ 210 ] |
| 1947 | Ted Williams†      | 34,3             | Boston Red Sox                | Barney McCosky       | 32,8             | [ 211 ] |
| 1948 | Ted Williams†      | 36,9             | Boston Red Sox                | Lou Boudreau†        | 35,5             | [ 212 ] |
| 1949 | George Kell†       | 34,3             | Detroit Tigers                | Ted Williams†        | 34,3             | [ 213 ] |
| 1950 | Billy Goodman      | 35,4             | Boston Red Sox                | George Kell†         | 34,0             | [ 214 ] |
| 1951 | Ferris Fain        | 34,4             | Philadelphia Athletics        | Minnie Miñoso        | 32,6             | [ 215 ] |
| 1952 | Ferris Fain        | 32,7             | Philadelphia Athletics        | Dale Mitchell        | 32,3             | [ 216 ] |
| 1953 | Mickey Vernon      | 33,7             | Washington Senators           | Al Rosen             | 33,6             | [ 217 ] |
| 1954 | Bobby Ávila        | 34,1             | Cleveland Indians             | Ted Williams†        | 34,5[1954]       | [ 218 ] |
| 1955 | Al Kaline†         | 34,0             | Detroit Tigers                | Vic Power            | 31,9             | [ 219 ] |
| 1956 | Mickey Mantle†     | 35,3             | New York Yankees              | Ted Williams†        | 34,5             | [ 220 ] |
| 1957 | Ted Williams†      | 38,8             | Boston Red Sox                | Mickey Mantle†       | 36,5             | [ 221 ] |
| 1958 | Ted Williams†      | 32,8             | Boston Red Sox                | Pete Runnels         | 32,2             | [ 222 ] |
| 1959 | Harvey Kuenn       | 35,3             | Detroit Tigers                | Al Kaline†           | 32,7             | [ 223 ] |
| 1960 | Pete Runnels       | 32,0             | Boston Red Sox                | Al Smith             | 31,5             | [ 224 ] |
| 1961 | Norm Cash          | 36,1             | Detroit Tigers                | Al Kaline†           | 32,4             | [ 225 ] |
| 1962 | Pete Runnels       | 32,6             | Boston Red Sox                | Mickey Mantle†       | 32,1             | [ 226 ] |
| 1963 | Carl Yastrzemski†  | 32,1             | Boston Red Sox                | Al Kaline†           | 31,2             | [ 227 ] |
| 1964 | Tony Oliva         | 32,3             | Minnesota Twins               | Brooks Robinson†     | 31,7             | [ 228 ] |
| 1965 | Tony Oliva         | 32,1             | Minnesota Twins               | Carl Yastrzemski†    | 31,2             | [ 229 ] |
| 1966 | Frank Robinson†    | 31,6             | Baltimore Orioles             | Tony Oliva           | 30,7             | [ 230 ] |
| 1967 | Carl Yastrzemski†  | 32,6             | Boston Red Sox                | Frank Robinson†      | 31,1             | [ 231 ] |
| 1968 | Carl Yastrzemski†  | 30,1             | Boston Red Sox                | Danny Cater          | 29,0             | [ 232 ] |
| 1969 | Rod Carew†         | 33,2             | Minnesota Twins               | Reggie Smith         | 30,9             | [ 233 ] |
| 1970 | Alex Johnson       | 32,9             | California Angels             | Carl Yastrzemski†    | 32,9             | [ 234 ] |
| 1971 | Tony Oliva         | 33,7             | Minnesota Twins               | Bobby Murcer         | 33,1             | [ 235 ] |
| 1972 | Rod Carew†         | 31,8             | Minnesota Twins               | Lou Piniella         | 31,2             | [ 236 ] |
| 1973 | Rod Carew†         | 35,0             | Minnesota Twins               | George Scott         | 30,6             | [ 237 ] |
| 1974 | Rod Carew†         | 36,4             | Minnesota Twins               | Jorge Orta           | 31,6             | [ 238 ] |
| 1975 | Rod Carew†         | 35,9             | Minnesota Twins               | Fred Lynn            | 33,1             | [ 239 ] |
| 1976 | George Brett†      | 33,3             | Kansas City Royals            | Hal McRae            | 33,2             | [ 240 ] |
| 1977 | Rod Carew†         | 38,8             | Minnesota Twins               | Lyman Bostock        | 33,6             | [ 241 ] |
| 1978 | Rod Carew†         | 33,3             | Minnesota Twins               | Al Oliver            | 32,4             | [ 242 ] |
| 1979 | Fred Lynn          | 33,3             | Boston Red Sox                | George Brett†        | 32,9             | [ 243 ] |
| 1980 | George Brett†      | 39,0             | Kansas City Royals            | Cecil Cooper         | 35,2             | [ 244 ] |
| 1981 | Carney Lansford    | 33,6             | Boston Red Sox                | Tom Paciorek         | 32,6             | [ 245 ] |
| 1982 | Willie Wilson      | 33,2             | Kansas City Royals            | Robin Yount†         | 33,1             | [ 246 ] |
| 1983 | Wade Boggs†        | 36,1             | Boston Red Sox                | Rod Carew†           | 33,9             | [ 247 ] |
| 1984 | Don Mattingly      | 34,3             | New York Yankees              | Dave Winfield†       | 34,0             | [ 248 ] |
| 1985 | Wade Boggs†        | 36,8             | Boston Red Sox                | George Brett†        | 33,5             | [ 249 ] |
| 1986 | Wade Boggs†        | 35,7             | Boston Red Sox                | Don Mattingly        | 35,2             | [ 250 ] |
| 1987 | Wade Boggs†        | 36,3             | Boston Red Sox                | Paul Molitor†        | 35,3             | [ 251 ] |
| 1988 | Wade Boggs†        | 36,6             | Boston Red Sox                | Kirby Puckett†       | 35,6             | [ 252 ] |
| 1989 | Kirby Puckett†     | 33,9             | Minnesota Twins               | Carney Lansford      | 33,6             | [ 253 ] |
| 1990 | George Brett†      | 32,9             | Kansas City Royals            | Rickey Henderson†    | 32,5             | [ 254 ] |
| 1991 | Julio Franco       | 34,1             | Texas Rangers                 | Wade Boggs†          | 33,2             | [ 255 ] |
| 1992 | Edgar Martínez     | 34,3             | Seattle Mariners              | Kirby Puckett†       | 32,9             | [ 256 ] |
| 1993 | John Olerud        | 36,3             | Toronto Blue Jays             | Paul Molitor†        | 33,2             | [ 257 ] |
| 1994 | Paul O'Neill       | 35,9             | New York Yankees              | Albert Belle         | 35,7             | [ 258 ] |
| 1995 | Edgar Martínez     | 35,6             | Seattle Mariners              | Chuck Knoblauch      | 33,3             | [ 259 ] |
| 1996 | Alex Rodriguez     | 35,8             | Seattle Mariners              | Frank Thomas†        | 34,9             | [ 260 ] |
| 1997 | Frank Thomas†      | 34,7             | Chicago White Sox             | Edgar Martínez       | 33,0             | [ 261 ] |
| 1998 | Bernie Williams    | 33,9             | New York Yankees              | Mo Vaughn            | 33,7             | [ 262 ] |
| 1999 | Nomar Garciaparra  | 35,7             | Boston Red Sox                | Derek Jeter          | 34,9             | [ 263 ] |
| 2000 | Nomar Garciaparra  | 37,2             | Boston Red Sox                | Darin Erstad         | 35,5             | [ 264 ] |
| 2001 | Ichiro Suzuki      | 35,0             | Seattle Mariners              | Jason Giambi         | 34,2             | [ 265 ] |
| 2002 | Manny Ramirez      | 34,9             | Boston Red Sox                | Mike Sweeney         | 34,0             | [ 266 ] |
| 2003 | Bill Mueller       | 32,6             | Boston Red Sox                | Manny Ramirez        | 32,5             | [ 267 ] |
| 2004 | Ichiro Suzuki      | 37,2             | Seattle Mariners              | Melvin Mora          | 34,0             | [ 268 ] |
| 2005 | Michael Young      | 33,1             | Texas Rangers                 | Alex Rodriguez       | 32,1             | [ 269 ] |
| 2006 | Joe Mauer          | 34,7             | Minnesota Twins               | Derek Jeter          | 34,4             | [ 270 ] |
| 2007 | Magglio Ordóñez    | 36,3             | Detroit Tigers                | Ichiro Suzuki        | 35,1             | [ 271 ] |
| 2008 | Joe Mauer          | 32,8             | Minnesota Twins               | Dustin Pedroia       | 32,6             | [ 272 ] |
| 2009 | Joe Mauer          | 36,5             | Minnesota Twins               | Ichiro Suzuki        | 35,2             | [ 273 ] |
| 2010 | Josh Hamilton      | 35,9             | Texas Rangers                 | Miguel Cabrera       | 32,8             | [ 274 ] |
| 2011 | Miguel Cabrera     | 34,4             | Detroit Tigers                | Michael Young        | 33,8             | [ 275 ] |
| 2012 | Miguel Cabrera     | 33,0             | Detroit Tigers                | Mike Trout           | 32,6             | [ 276 ] |
| 2013 | Miguel Cabrera     | 34,8             | Detroit Tigers                | Joe Mauer            | 32,4             | [ 277 ] |
| 2014 | Jose Altuve        | 34,1             | Houston Astros                | Víctor Martínez      | 33,5             | [ 278 ] |
| 2015 | Miguel Cabrera     | 33,8             | Detroit Tigers                | Xander Bogaerts      | 32,0             | [ 279 ] |
| 2016 | José Altuve        | 33,8             | Houston Astros                | Mookie Betts         | 31,8             | [ 280 ] |
| 2017 | José Altuve        | 34,6             | Houston Astros                | Avisail García       | 33,0             | [ 281 ] |
| 2018 | Mookie Betts       | 34,6             | Boston Red Sox                | J. D. Martinez       | 33,0             | [ 282 ] |
| 2019 | Tim Anderson       | 33,5             | Chicago White Sox             | DJ LeMahieu          | 32,7             | [ 283 ] |

## Outras grandes ligas

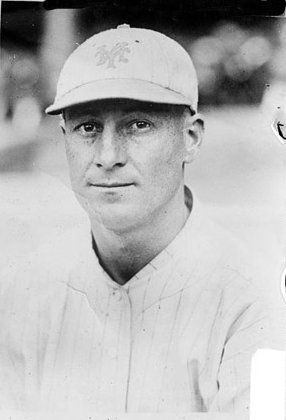
Benny Kauff venceu os únicos dois títulos em rebatidas da Federal League em 1914 e 1915.

| Ano  | Vencedor       | AVG (%) | Time                   | Liga                 | Vice-campeão    | AVG do 2º | Ref     |
| ---- | -------------- | ------- | ---------------------- | -------------------- | --------------- | --------- | ------- |
| 1882 | Pete Browning  | 37,8    | Louisville Eclipse     | American Association | Hick Carpenter  | 34,2      | [ 284 ] |
| 1883 | Ed Swartwood   | 35,7    | Pittsburgh Alleghenys  | American Association | Pete Browning   | 33,8      | [ 285 ] |
| 1884 | Dave Orr       | 35,4    | New York Metropolitans | American Association | John Reilly†    | 33,9      | [ 286 ] |
| 1884 | Fred Dunlap    | 41,2    | St. Louis Maroons      | Union Association    | Orator Shafer   | 36,0      | [ 287 ] |
| 1885 | Pete Browning  | 36,2    | Louisville Colonels    | American Association | Dave Orr        | 34,2      | [ 288 ] |
| 1886 | Guy Hecker     | 34,1    | Louisville Colonels    | American Association | Pete Browning   | 34,0      | [ 289 ] |
| 1887 | Tip O'Neill    | 43,5    | St. Louis Browns       | American Association | Pete Browning   | 40,2      | [ 290 ] |
| 1888 | Tip O'Neill    | 33,5    | St. Louis Browns       | American Association | John Reilly     | 32,1      | [ 291 ] |
| 1889 | Tommy Tucker   | 37,2    | Baltimore Orioles      | American Association | Tip O'Neill     | 33,5      | [ 292 ] |
| 1890 | Chicken Wolf   | 36,3    | Louisville Colonels    | American Association | Denny Lyons     | 35,4      | [ 293 ] |
| 1890 | Pete Browning  | 37,3    | Cleveland Infants      | Players' League      | Dave Orr        | 37.1      | [ 294 ] |
| 1891 | Dan Brouthers† | 35,0    | Boston Reds            | American Association | Hugh Duffy†     | 32,6      | [ 295 ] |
| 1914 | Benny Kauff    | 37,0    | Indianapolis Hoosiers  | Federal League       | Steve Evans     | 34,8      | [ 296 ] |
| 1915 | Benny Kauff    | 34,2    | Brooklyn Tip-Tops      | Federal League       | William Fischer | 32,9      | [ 297 ] |

## Footnotes
- L "Grandes ligas" reconhecidas incluem as atuais Liga Americana e a Liga Nacional e diversas ligas extintas – a  American Association, a Federal League, a Players' League e a Union Association.[298]
- 1902a 1902b Fontes diferem se Nap Lajoie ou Ed Delahanty venceu o título em rebatidas da Liga Americana em 1902 e diferem minimamente a respeito das estatísticas precisas de Lajoie naquela temporada. O Hall of Fame credita Lajoie com 129 rebatidas em 352 vezes ao bastão (36,8%)[299] enquanto a MLB e o site Baseball-Reference mostram 133 rebatidas em 352 vezes ao bastão (37,8%).[300][301] De acordo com o site Baseball-Reference um jogador se qualificava para o título em rebatidas antes de 1920 atuando em 60% dos jogos de seu time—82 atuações em 136 jogos durante o calendário de 1902—e Lajoie atuou em 87 jogos de seu time.[300][302][303] Como tal, Baseball-Reference credita Lajoie com o título de 1902 com Delahanty (37,6%) em segundo lugar.[304] As estatísticas históricas da MLB a respeito dos líderes, entretanto, usam o padrão moderno de 3.1 vezes ao bastão por jogo da equipe (422 naquela temporada) com o total de Lajoie diminuindo em 37.[300] Assim, a MLB credita Delahanty com o título de 1902 com sua média de 37,6%.[305] Semelhantemente o Hall of Fame lista o título de 1902 para Delahanty e não para Lajoie.[299][306]
- 1910a 1910b Antes da temporada de 1910 da MLB, Hugh Chalmers da Chalmers Automobile anunciou que ele presentearia o vencedor do título de média em rebatidas com um automóvel Chalmers Model 30 no final da temporada. A corrida pela melhor média em 1910 na Liga Americana ficou entre Nap Lajoie do Cleveland Indians e o amplamente detestado Cobb do Detroit Tigers.[307][308][309] No último dia da temporada, Lajoie ultrapassou a média de Cobb com sete bunts em um jornada dupla contra o St. Louis Browns. O técnico do Browns Jack O'Connor supostamente disse ao terceira-base Red Corriden para se posicionar depois de sua base o dia todo, o que permitiu a Lajoie conseguir tantos bunts fáceis.[310] Cobb reclamou sobre o fato, embora o presidente da Liga Americana Ban Johnson tenha dito que um recálculo mostrava que Cobb tinha ganho o título e que Chalmers no fim premiou com carros à ambos jogadores.[307][310]
- 1954 As regras de 1954 requiriam 2.6 vezes ao bastão por jogo da equipe, 400 para um calendário de 154 jogos (a regra foi mudado em 1957 para a atual necessidade de 3.1 aparições ao plate por jogo da equipe), para se qualificar ao título vezes ao bastão sem rebatidas podiam ser adicionadas para atingir este total.[302] Ted Williams conseguiu média de 34,5% em 1954 em apenas 386 vezes ao bastão e as requiradas vezes ao bastão sem rebatidas baixaram seu total perdendo para o líder Avila que venceu com 34,1% de média.[218]
- a  Enquanto o Baseball-Reference.com lista tanto Yelich e Marte com uma média de rebatidas de 32,9 em 2019, a média de Yelich é maior (32,92) do que a de Marte (32,86) se estender para mais casa decimais.